# Гальфдан Гансен
Гальфдан Гансен (норв. Halfdan Hansen, 16 жовтня 1883 — 1 квітня 1953) — норвезький яхтсмен.
Олімпійський чемпіон 1912 року в класі 12 метрів.